# Libnotes terraereginae
Libnotes terraereginae är en tvåvingeart som beskrevs av Alexander 1922. Libnotes terraereginae ingår i släktet Libnotes och familjen småharkrankar. Inga underarter finns listade i Catalogue of Life.